# Johannes Scherbius
Pour les articles homonymes, voir Scherb.
Johannes Scherbius, né le 1er juin 1769 à Francfort-sur-le-Main et mort le 8 novembre 1813, est un physicien et botaniste allemand.

## Biographie
En 1790, il obtient son doctorat de médecine à l'Université d'Iéna, et commence à travailler en tant que physicien à Francfort, où il s'associe avec le Muséum Senckenberg.
Avec Philipp Gottfried Gaertner et Bernhard Meyer, il coécrit Oekonomisch-technische Flora der Wetterau, un travail en trois volumes, qui sera la source de plusieurs études et observation scientifiques.

## Travaux publiés
- Dissertatio inauguralis medica de Lysimachiae purpureae sive Lythri salicariae Linn. virtute medicinali non dubia, Jenae, Ex Officina Fiedleriana (1790).
- Commentationis de sanguinis missione in febribus intermittentibus, (1790).
- Oekonomisch-technische Flora der Wetterau, (1799-1802, 3 vols. [vol. 1 (VI-VII.1799); vol. 2 (V-VII.1800); vol. 3 (1) (I-VI.1801); vol. 3 (2) (1802); (with Philipp Gottfried Gaertner and Bernhard Meyer)[4].
- Pharmakopoe und Arznei-Taxe für das bei der hiesigen Armen-Anstalt angestellte medicinische Personale, (1809)[5].